# 有藤通世
有藤 通世（ありとう みちよ、1946年12月17日 - ）は、高知県高岡郡新宇佐町（現：土佐市）出身・千葉県船橋市在住のプロ野球解説者、元選手（内野手、外野手）・監督。元プロゴルファーの有藤実花（長女）、有藤智香（次女）、有藤英世（長男）の父。
1975年シーズン途中から1989年までの登録名は有藤 道世（読み同じ）。現役時代から監督までロッテオリオンズ一筋を貫き、「ミスター・ロッテ」と呼ばれる。パ・リーグ初の三塁手部門のダイヤモンドグラブ賞（現在のゴールデングラブ賞）を受賞している。

## 経歴

### プロ入り前
生まれは名古屋市だったが、2歳の時に両親が離婚し、相撲の盛んな高知に移る。母親に育てられ、元々は亡き祖父の影響で相撲少年だった。土佐市立宇佐中学校（現：土佐市立土佐南中学校）、高知高等学校卒業。宇佐中入学前、後に土佐高等学校を甲子園に導いた籠尾良雄から野球の手ほどきを受け、野球に出会う。
高知高では2年生の時に、エースとして1963年県予選決勝で高知商を下し、夏の甲子園に出場。しかし2回戦（初戦）で東奥義塾に延長10回裏逆転サヨナラ負けを喫する。同年秋季四国大会県予選では準決勝に進み土佐高の島村聖（慶大-日本鋼管）と投げ合うが1-2で惜敗。翌1964年夏の予選は光内数喜（芝工大－鐘淵化学）とともに投の二本柱として順調に勝ち進み、南四国大会決勝で徳島商を破り、甲子園に進出する。開幕試合の秋田工戦に四番打者、右翼手として出場するも、秋田工のエース三浦健二から第1打席で顔面に死球を受けて以後の試合を欠場。高知高は光内の好投もあり、決勝で早鞆高を降し優勝する。有藤はチームの全国制覇を、病院のベッドでテレビを通して見る羽目になった。
母子家庭のため卒業後は働くつもりでいたが、周囲の支援もあって特待生で近畿大学に進学。三塁手として、藤原満と三遊間を組む（入学当初は有藤を遊撃手として育成する予定だったが、ある試合の満塁のピンチで有藤遊撃手がトンネルをしてしまったため、三塁手が本職の藤原と守備位置を交換）。関西六大学野球リーグでは1966年春季リーグで、エース山下律夫を擁し近大の初優勝に貢献した。同年の全日本大学野球選手権大会は決勝で日大に敗れ、準優勝にとどまる。在学中に3度優勝し、1968年春季リーグでは首位打者を獲得。リーグ通算78試合出場、274打数84安打、打率.307、8本塁打、36打点。
同期には「法大三羽烏」の異名で呼ばれた田淵幸一・山本浩二・富田勝や明大の星野仙一などがいたため、有藤の知名度は低かった。母はプロ入りに反対したため、社会人野球を経験してからプロ入りでも遅くないと考えたり、落ち着かない日々を送っている時、新聞で当時の近鉄・三原脩監督が「高知の人間は素質はあるんだけど、酒と女で潰れてしまう」とコメントした記事を目にした。確かにそれまでプロ野球で大成した高知県人はいなかったが、同じ四国の香川県出身の「知将」が何を根拠にそんなことを言うのかと「何くそ」と腹を立て、プロに入って力を見せつけてやりたいという気持ちが強くなった。
1968年のドラフト1位で東京オリオンズ（翌1969年からロッテオリオンズ）に入団。山内一弘がつけていた背番号8を受け継ぐ。指名当初は社会人野球に進むかで迷っていたものの、「25歳までにレギュラーを取れなかったら大学職員として戻る」という約束を取り付け、プロ入りを決意した。

### 現役時代
1969年の1年目から当時の濃人渉監督に三塁手のレギュラーに抜擢され、パ・リーグ新人歴代最多の111三振を喫する一方、打率.285（リーグ11位）、21本塁打の成績で新人王を獲得する。シーズン111三振は、1999年に福留孝介が121三振を記録するまではプロ野球新人記録でもあった。
翌1970年には全試合出場を果たし、オールスターゲームにも選出される（オールスターには以後13年連続で選出された）。主に5番打者としてリーグ6位となる打率.306を残して25本塁打・80打点・27盗塁も記録。同年のチームのリーグ優勝に貢献した。しかし守備面ではリーグ最多の26失策を記録してしまう。読売ジャイアンツとの日本シリーズでは、5番・1番打者として全5試合に先発出場、しかし21打数4安打1打点と振るわず、1勝4敗で敗退。
1971年には1番・5番・6番打者などで出場するが、2年連続リーグ最多の24失策と守備の課題は解決されなかった。1972年には主に3番打者として自己最多となる29本塁打・31盗塁を残す。守備面でも失策が半減、三塁手としてシーズン147刺殺のパ・リーグ記録を樹立した。
1973年は打率.300（リーグ9位）、20本塁打の成績を残し、10月10日、八木沢荘六の完全試合を見届ける。1974年は25本塁打・20盗塁の活躍でチームの日本一に貢献。中日ドラゴンズとの日本シリーズではMVPは弘田澄男に譲ったが、21打数9安打2打点2本塁打、打率.429を残して打撃賞と技能賞に輝く。
1975年シーズン途中、後期開幕前に登録名を有藤道世に変更。本人は「プロ入りしてから顔にデッドボールを5度食らうなどケガが多く、それである人に勧められて」変更したと話している。
1977年は主に3番打者として活躍し、9月以降は主に1番打者を務めた。同年は自己最高の打率.329で首位打者に輝く。一方で同年のキャンプで左手首の腱鞘炎を発症し、シーズンでもダイビングキャッチをした際に負傷したり死球で肘を痛めたりするなど満身創痍の状態であり、本塁打は16本に終わり、入団以来続けていた連続20本塁打以上の記録が途切れた。
1978年8月31日、今井雄太郎（阪急）の完全試合を見届ける。
1980年は主に5番や6番打者として起用され、打率.309・22本塁打・27盗塁の成績を残す。1981年には通算10度目となるベストナインを受賞した。同年10月19日に監督の山内一弘が1年の契約期間を残して退団、ロッテ本社はフロントを急がせ「10人の候補者リスト」を作り、片っ端から交渉を開始したが野村克也、土橋正幸、豊田泰光と次々に断られ、有藤の監督兼任案も出たが、オーナーの重光武雄が「あと3年、プレーヤーで専任させよう」とストップをかけ、最終的には山本一義が監督に就任した。
1982年、リーグ7位の打率.301を記録するが、翌1983年からは衰えが見られるようになった。1984年に「俺は三塁手失格。監督もやりづらいでしょう。外野に回る」と述べ、落合博満に三塁のポジションを譲り、外野手に転向し、監督の稲尾和久は「エラーもするけど、いいところで打ってくれる。」と有藤を評価した。
1985年7月11日、川崎球場で行われた阪急ブレーブス戦にて、星野伸之から三塁線に二塁打を放ち、パ・リーグの大卒選手では史上初となる通算2000本安打を達成。同年10月14日の西武ライオンズ戦では永射保から代打満塁本塁打を放った。翌1986年に現役引退。引退試合は同年10月19日のダブルヘッター2戦目の日本ハムファイターズ戦で4番・三塁手で出場し、1打席目に現役最後となる安打を高田博久から打った。

### 現役引退後
引退直後の1987年、ロッテの監督に就任。同年に中日ドラゴンズの監督に就任した星野仙一と共にNPB史上初の戦後生まれの監督となった。1度もAクラス入りすることができず、1989年のシーズン終了を以って退任。
監督退任後の1990年よりTBSテレビ（2005年まで）・TBSラジオ、スポーツニッポンの野球評論家を務める（2009年からはTwellVで放映されるロッテ球団制作の中継も兼任）かたわら、海浜幕張駅近くのお好み焼き屋「有賀藤（ありがとう）」のオーナーでもある（「プレナ幕張」1階にある店は、ロッテ球団公式ショップと通路を挟んで向かい合う）。店は長男が切り盛りしている。
2005年5月6日の横浜ベイスターズ対千葉ロッテマリーンズ（横浜スタジアム）の交流戦開幕始球式で、元大洋の平松政次がマウンドに立った。その際、打席に入ったのが有藤であった。平松が投げたボールを有藤が思わず打ち返した（始球式では、普通は空振りストライクにする）その光景に、スタンドの観客は大いに湧いた。
2022年4月3日、佐々木朗希が登板した際に解説者として「次はノーヒットノーラン、完全試合を。」とノーヒットノーランか完全試合を望む発言をする。そして次の登板となった4月10日、佐々木朗希の完全試合を解説者として見届ける。先述の対戦相手、味方としての完全試合を含め、自身三度目の完全試合の目撃となった(なお1969年8月16日、対阪急ブレーブス戦で成田文男が達成した球団初のノーヒットノーランもスタメン出場しており、2022年現在、球団が達成した3度のノーヒットノーランすべてに居合わせている)。
現役時代の背番号8は、自身が監督に就任した1987年に準永久欠番となったが、球団が千葉に移転した1992年以降は準永久欠番ではなくなった（同年に新外国人のマックス・ベナブルがつけている）。2005年から2015年までは同じ三塁手の今江敏晃がつけていた。今江がFA移籍した2016年は空き番となっていたが、2017年からは中村奨吾がつける。

## 監督時代
現役を引退した1986年オフ、監督を務めていた稲尾和久が解任され、稲尾の後任には現役を引退したばかりの有藤が指名された。就任直後に主砲の落合博満が中日ドラゴンズに移籍、さらに1987年オフにはレロン・リーも退団し、長距離打者を欠いたチームは急速に弱体化（有藤は落合とは確執があったために放出し、代わりに来た上川誠二を使うために二塁手だった西村徳文を三塁手にコンバート、前年からレギュラーとして台頭していた佐藤健一が控えにまわってしまい、共に中距離打者の入団2年目の古川慎一や高沢秀昭を4番打者にせざるを得なくなった）。落合の著書によると「（有藤は）監督を引き受ける条件の一つに私（落合）をトレードで出すのが条件」と記している。リーの妻である美樹リーの著書によると「リーを使わない」「仲の悪い落合の放出」の2つを監督就任の条件に挙げたという。また有藤は「落合は確かに良く打つが、走れない、守れないではチームプレーが成り立たない。彼がいなくなって、ウチのピッチャーは喜んでいる」と述べている。ただし、有藤本人は当時から現在に至るまでインタビューで「会社にも、監督引き受けたときに“オチは出せない、絶対必要やから”とお願いしてあるんですよ。落合のトレードに関しては、僕はいっさいタッチしていない。」とこれらのことを一貫して否定している。実際落合もリーも直接有藤本人から言われたのではなく人づてからであり、当時落合とリーは球団内でも高額年俸選手であり、フロントが2人を放出のため有藤を利用したことが考えられる。
就任当初は同学年で中日監督となった星野仙一同様に厳しく選手に接し、試合でも抗議等で度々グランドに飛び出して闘争心を露わにしていた。コーチ陣には高校及びオリオンズの先輩となる土居章助や球界を離れていた宇佐中の後輩にあたる浜村孝を据えていた。在任中の成績は5位→6位→6位と低迷、それまで最下位経験がほとんどなかった（フルシーズンでは1983年のみ）ロッテにとって2年連続最下位は球団史上初の屈辱となり、3年で退任することとなった。
1987年は落合が抜けた穴が大きく、シーズンを通じて4番打者を固定できなかった。当初期待されていた古川は打率が振るわず、打線は西村の2年連続盗塁王くらいしか明るい話題がなかった。投手陣は中日から移籍してきた牛島和彦が24セーブを挙げ最優秀救援投手のタイトルを獲得し、先発陣も荘勝雄・園川一美・村田兆治が奮闘したが、同年は5位に終わった。チーム盗塁数こそリーグトップの152個を記録したが、完封負けは17度、本塁打は前年の171本からリーグ最少の104本、チームトップの本塁打数も古川のわずか12本と終始貧打に悩まされ続けた。
1988年は貧打解消のため、メジャーで首位打者4度の実績を持つビル・マドロックを獲得。チームは序盤こそ好調で5月には一時期は2位にも立ったが、後半戦からは連敗を重ねていき、最終的に最下位にまで転落した。期待されていたマドロックは37歳とピークを過ぎていたこともあり、期待されていたほどの成績は残せなかった。一方で西村が55盗塁で3年連続盗塁王を獲得し、高沢秀昭も打率.327で首位打者を獲得している（ただし高沢に首位打者を獲得させるため、阪急の松永浩美に対して11打席連続で四球を与えている）。投手陣も荘・小川博・園川・村田の先発4名が2桁勝利を挙げ、牛島が最多セーブを記録し小川もリーグ最多奪三振を記録（当時連盟表彰なし）したが、園川はリーグワーストの15敗、荘もワースト2位の14敗、牛島もタイトルは取ったが1勝6敗防御率4点台とリリーフ陣が総崩れで投手の駒不足に泣かされた。
1988年10月19日のいわゆる「10.19」と称される対近鉄バファローズダブルヘッダー第2試合で、近鉄・阿波野秀幸の牽制球をめぐって9分間抗議した一件（詳しくは10.19決戦の項目を参照）があったことから、「近鉄の優勝を阻止したロッテの監督」のイメージを持たれることになった。自宅等にはこの試合後に抗議の電話が殺到したという。有藤は、「ロッテから見ると消化試合で正直、西武と近鉄どっちが優勝してもよかった。プロの監督として納得がいかないので抗議しただけだ」と話しており、「当時は批判ばかりだったが、しばらくするとプロ魂を見せたと賞賛する声も増えてきた」と述べている。また、2009年2月7日放送の『伝説のスポーツ名勝負　いま明かされる舞台裏の真実』（テレビ朝日）では「（あのプレーは）アウトなのだが、選手（古川）が助けを求めているから抗議に行かざるを得なかった」とも述べている。2012年の週刊現代のインタビューでは、第2試合の初回に第1試合で4安打した佐藤健一がデッドボールをぶつけられたが、仰木彬監督が謝りもせず「もう休めよ」と言ったことで仰木の人間性を疑い、これが9回の抗議の伏線になったと述べている（2試合ともに出場したロッテ・愛甲猛も自身の著書において同様の記述をしている）。ロッテ応援団長の松本真一からは第1戦の敗戦を見て「あの負け方は何だ! 2戦目は（優勝阻止するよう）意地を張れ。」と言われていたという。
1989年は「ランボー」の愛称で親しまれたマイク・ディアズを獲得する。ディアズはシーズンでも打率.301・39本塁打・105打点という成績を残し、西村も42盗塁で4年連続盗塁王を獲得した。投手は先発に転向した牛島が12勝を挙げ、村田は防御率2.50で最優秀防御率を獲得。しかし他の投手陣が軒並み不振に陥り、同年は勝率3割台（.393）という屈辱で2年連続で最下位となった。この結果を受けて有藤は監督を辞任し、後任には金田正一が就任した。後年、有藤はこの監督時代について「本当は1年目に辞めたかった、負けてばかりで悔しい、選手からいきなり監督はやるべきではない」と回想している。

## 選手としての特徴
トリプルスリーが狙える程の走攻守三拍子が揃った選手として活躍し、ダイナミックなプレーでファンを沸かせた。同じ三塁手だったが、あまり体格には恵まれていなかった阪神タイガースの掛布雅之は、26歳頃のインタビューで憧れる選手がいるか聞かれた際、「僕は有藤さんが好き。あの人みたいに打ちたい、守りたいのが理想なんだけど、あの人は身体が大きい。だからね……」と残念そうに語っている。
キャンプで相部屋になった西村徳文は、有藤が毎日その日学んだこと感じたことをノートに書いているのを見てプロ意識の高さに感銘を受けたという。
ニックネームのミスターロッテは、金田正一監督が1973年春季キャンプで命名して定着した。
2023年現在、ロッテ球団最多本塁打は有藤の348本である。

## 詳細情報

### 年度別打撃成績
| 年 度      | 球 団      | 試 合 | 打 席 | 打 数 | 得 点 | 安 打 | 二 塁 打 | 三 塁 打 | 本 塁 打 | 塁 打 | 打 点 | 盗 塁 | 盗 塁 死 | 犠 打 | 犠 飛 | 四 球 | 敬 遠 | 死 球 | 三 振 | 併 殺 打 | 打 率 | 出 塁 率 | 長 打 率 | O P S |
| ---------- | ---------- | ----- | ----- | ----- | ----- | ----- | -------- | -------- | -------- | ----- | ----- | ----- | -------- | ----- | ----- | ----- | ----- | ----- | ----- | -------- | ----- | -------- | -------- | ----- |
| 1969       | ロッテ     | 108   | 410   | 369   | 57    | 105   | 18       | 1        | 21       | 188   | 55    | 4     | 7        | 0     | 1     | 37    | 0     | 3     | 111   | 4        | .285  | .354     | .509     | .863  |
| 1970       | ロッテ     | 130   | 533   | 467   | 88    | 143   | 25       | 5        | 25       | 253   | 80    | 27    | 12       | 2     | 5     | 50    | 1     | 9     | 100   | 3        | .306  | .380     | .542     | .922  |
| 1971       | ロッテ     | 125   | 528   | 473   | 85    | 135   | 16       | 2        | 27       | 236   | 60    | 19    | 10       | 0     | 2     | 50    | 2     | 3     | 73    | 15       | .285  | .356     | .499     | .855  |
| 1972       | ロッテ     | 130   | 565   | 494   | 88    | 141   | 20       | 7        | 29       | 262   | 71    | 31    | 6        | 0     | 5     | 58    | 1     | 8     | 85    | 16       | .285  | .366     | .530     | .897  |
| 1973       | ロッテ     | 122   | 509   | 453   | 83    | 136   | 22       | 4        | 20       | 226   | 71    | 17    | 6        | 4     | 1     | 47    | 0     | 4     | 82    | 14       | .300  | .370     | .499     | .869  |
| 1974       | ロッテ     | 117   | 463   | 419   | 79    | 110   | 15       | 5        | 25       | 210   | 63    | 20    | 4        | 1     | 1     | 40    | 3     | 2     | 82    | 8        | .263  | .329     | .501     | .830  |
| 1975       | ロッテ     | 114   | 468   | 419   | 64    | 109   | 18       | 3        | 21       | 196   | 59    | 22    | 8        | 0     | 5     | 38    | 3     | 6     | 71    | 16       | .260  | .327     | .468     | .795  |
| 1976       | ロッテ     | 129   | 528   | 473   | 74    | 126   | 18       | 3        | 25       | 225   | 68    | 15    | 10       | 4     | 4     | 42    | 0     | 5     | 91    | 12       | .266  | .330     | .476     | .806  |
| 1977       | ロッテ     | 115   | 457   | 404   | 72    | 133   | 22       | 3        | 16       | 209   | 53    | 26    | 7        | 3     | 7     | 35    | 1     | 8     | 63    | 12       | .329  | .388     | .517     | .905  |
| 1978       | ロッテ     | 120   | 524   | 473   | 81    | 132   | 22       | 2        | 20       | 218   | 63    | 17    | 3        | 5     | 2     | 42    | 2     | 2     | 62    | 8        | .279  | .339     | .461     | .800  |
| 1979       | ロッテ     | 123   | 521   | 471   | 90    | 135   | 22       | 3        | 29       | 250   | 75    | 14    | 3        | 0     | 2     | 45    | 3     | 3     | 66    | 15       | .287  | .351     | .531     | .882  |
| 1980       | ロッテ     | 107   | 448   | 392   | 69    | 121   | 24       | 1        | 22       | 213   | 64    | 27    | 6        | 4     | 2     | 45    | 5     | 5     | 48    | 16       | .309  | .385     | .543     | .929  |
| 1981       | ロッテ     | 113   | 458   | 410   | 64    | 117   | 18       | 3        | 15       | 186   | 50    | 13    | 1        | 0     | 1     | 41    | 4     | 6     | 52    | 10       | .285  | .358     | .454     | .812  |
| 1982       | ロッテ     | 112   | 426   | 385   | 48    | 116   | 17       | 0        | 16       | 181   | 47    | 11    | 2        | 1     | 3     | 30    | 3     | 7     | 45    | 12       | .301  | .360     | .470     | .830  |
| 1983       | ロッテ     | 111   | 427   | 396   | 50    | 105   | 19       | 3        | 14       | 172   | 60    | 10    | 1        | 2     | 2     | 23    | 4     | 4     | 51    | 19       | .265  | .311     | .434     | .745  |
| 1984       | ロッテ     | 120   | 435   | 401   | 43    | 98    | 16       | 1        | 11       | 149   | 58    | 6     | 4        | 1     | 2     | 30    | 1     | 1     | 53    | 12       | .244  | .297     | .372     | .669  |
| 1985       | ロッテ     | 107   | 355   | 316   | 29    | 79    | 14       | 0        | 10       | 123   | 51    | 2     | 2        | 2     | 3     | 33    | 0     | 1     | 48    | 12       | .250  | .320     | .389     | .709  |
| 1986       | ロッテ     | 60    | 94    | 88    | 7     | 16    | 2        | 0        | 2        | 24    | 13    | 1     | 0        | 0     | 1     | 5     | 0     | 0     | 21    | 1        | .182  | .223     | .273     | .496  |
| 通算：18年 | 通算：18年 | 2063  | 8149  | 7303  | 1171  | 2057  | 328      | 46       | 348      | 3521  | 1061  | 282   | 92       | 29    | 49    | 691   | 33    | 77    | 1204  | 205      | .282  | .348     | .482     | .830  |

- 各年度の太字はリーグ最高

### 年度別監督成績
| 年 度     | 球 団     | 順 位     | 試 合 | 勝 利 | 敗 戦 | 引 分 | 勝 率 | ゲ ｜ ム 差 | 本 塁 打   | 打 率      | 防 御 率   | 年 齡      |
| --------- | --------- | --------- | ----- | ----- | ----- | ----- | ----- | ----------- | ---------- | ---------- | ---------- | ---------- |
| 1987      | ロッテ    | 5位       | 130   | 51    | 65    | 14    | .440  | 20.0        | 104        | .264       | 3.67       | 41歳       |
| 1988      | ロッテ    | 6位       | 130   | 54    | 74    | 2     | .422  | 21.0        | 100        | .262       | 4.38       | 42歳       |
| 1989      | ロッテ    | 6位       | 130   | 48    | 74    | 8     | .393  | 21.5        | 119        | .266       | 4.50       | 43歳       |
| 通算：3年 | 通算：3年 | 通算：3年 | 390   | 153   | 213   | 24    | .418  | Bクラス3回  | Bクラス3回 | Bクラス3回 | Bクラス3回 | Bクラス3回 |

※1987年から1996年までは130試合制

### タイトル
- 首位打者：1回 （1977年）

### 表彰
- 新人王（1969年）
- ベストナイン：10回 （1969年 - 1975年、1977年、1980年、1981年）※三塁手部門での通算10回受賞と7年連続受賞は共に歴代2位、パ・リーグ記録
- ダイヤモンドグラブ賞：4回 （1972年 - 1975年）※1972年は三塁手部門でのパ・リーグ史上初の受賞[3]
- 日本シリーズ打撃賞：1回 （1974年）
- 日本シリーズ技能賞：1回 （1974年）
- オールスターゲームMVP：1回 （1976年 第1戦）
- パ・リーグプレーオフ技能賞：1回 （1974年）
- パ・リーグプレーオフ敢闘賞：1回 （1980年）

### 記録
初記録
- 初出場：1969年4月30日、対西鉄ライオンズ5回戦（小倉球場）、1回裏に偵察要員・岩崎忠義に代わり三塁手で出場
- 初先発出場：1969年5月5日、対阪急ブレーブス3回戦（東京スタジアム）、6番・三塁手で先発出場
- 初安打・初本塁打・初打点：同上、7回裏に大石清から

節目の記録
- 100本塁打：1972年9月20日、対近鉄バファローズ19回戦（西京極球場）、6回表に鈴木啓示からソロ ※史上71人目
- 150本塁打：1975年5月11日、対日本ハムファイターズ前期7回戦（後楽園球場）、8回表に新美敏からソロ ※史上40人目
- 1000本安打：1976年9月29日、対日本ハムファイターズ後期11回戦（宮城球場）、8回裏に野村収から右中間二塁打 ※史上98人目
- 1000試合出場：1977年5月10日、対日本ハムファイターズ前期5回戦（後楽園球場）、2回裏に井上洋一に代わり三塁手で出場 ※史上191人目
- 200本塁打：1977年7月5日、対クラウンライターライオンズ後期1回戦（宮城球場）、4回裏に永射保から左越先制ソロ ※史上18人目
- 250本塁打：1979年8月23日、対日本ハムファイターズ後期8回戦（後楽園球場）、6回表に宇田東植から左越ソロ ※史上17人目
- 1500本安打：1980年8月9日、対南海ホークス後期5回戦（川崎球場）、2回裏に村上之宏から中前安打 ※史上39人目
- 1500試合出場：1981年6月18日、対南海ホークス前期13回戦（大阪スタヂアム）、5番・三塁手で先発出場 ※史上67人目
- 1000得点：1982年4月18日、対阪急ブレーブス前期3回戦（川崎球場）、6回裏に宮本四郎から左越ソロ ※史上16人目
- 1000三振：1982年5月2日、対日本ハムファイターズ前期5回戦（川崎球場）、1回裏に間柴茂有から ※史上8人目
- 300本塁打：1982年5月8日、対日本ハムファイターズ前期8回戦（後楽園球場）、6回表に間柴茂有から左越ソロ ※史上14人目
- 3000塁打：1982年8月24日、対阪急ブレーブス後期4回戦（阪急西宮球場）、8回表に佐藤義則から中前安打 ※史上20人目
- 300二塁打：1984年8月25日、対近鉄バファローズ5回戦（川崎球場）、6回裏に橘健治から左翼線二塁打 ※史上26人目
- 1000打点：1985年4月20日、対南海ホークス1回戦（大阪スタヂアム）、3回表に藤本修二から左前適時打 ※史上18人目
- 2000本安打：1985年7月11日、対阪急ブレーブス15回戦（川崎球場）、6回裏に星野伸之から左翼線二塁打 ※史上20人目
- 2000試合出場：1985年10月17日、対近鉄バファローズ26回戦（藤井寺球場）、5番・指名打者で先発出場 ※史上22人目

その他の記録
- シーズン111三振：1969年 ※パ・リーグ新人記録
- 入団以来8年連続20本塁打（1969年 - 1976年）※歴代4位
- オールスターゲーム出場：13回 （1970年 - 1982年）
- フランチャイズ・プレイヤー：デビューから引退まで移籍なし ※また引退後も同じ球団で監督を務める

### 背番号
- 8 （1969年 - 1986年）
- 81 （1987年 - 1989年）

### 登録名
- 有藤 通世（1969年 - 1975年7月7日）
- 有藤 道世（1975年7月8日 - 1989年）

## 関連情報

### 出演番組
- TBSラジオ エキサイトベースボール（1990年 - 2017年）
- オールスター感謝祭
  - オールスター感謝祭'93超豪華!クイズ決定版この春お待たせ特大号（1993年4月3日）
  - オールスター感謝祭'93超豪華!クイズ決定版この秋お待たせ特大号（1993年10月9日）
  - オールスター感謝祭'94超豪華!クイズ決定版この春お待たせ特大号（1994年4月2日）
  - オールスター感謝祭'94超豪華!クイズ決定版この秋お待たせ特大号（1994年10月1日）
  - オールスター感謝祭'95超豪華!クイズ決定版この春お待たせ特大号 1995年4月1日
  - オールスター感謝祭'95超豪華!クイズ決定版この秋お待たせ特大号 1995年9月30日
  - オールスター感謝祭'96超豪華!クイズ決定版この春お待たせ特大号 1996年3月30日
  - オールスター感謝祭'96超豪華!クイズ決定版この秋お待たせ特大号 1996年10月5日
  - 1997年3月29日
  - 1997年10月4日
  - 1998年3月28日
  - 1999年3月27日
  - （2000年4月1日）
- BS12 プロ野球中継（2009年 - ）
- 断然 パ・リーグ主義!!（2011年）
- SAMURAI BASEBALL（1990年 - 2005年・2015年 - ）

### 出演CM
- ロッテ電子工業「ホカロン」（1981年[注 2] - 1982年） - 1982年は落合博満と共演。

### 出演PV
- SunSet Swish「ありがとう」（2007年8月22日） - 村田兆治と共演[22]。